# Jody Rose
Jody Gavin Rose (n. 29 iulie 1986 în Cape Town, Africa de Sud) este un jucător de rugby în XV sud-african care joacă pentru echipa națională a României. Evoluează pe postul de mijlocaș la deschidere.

## Carieră
Mai întâi a jucat pentru echipa din Johannesburg Golden Lions, fiind selecționat de două ori pentru Emerging Boks, echipa B a Africii de Sud. În mai 2012 a semnat cu Timișoara Saracens la sugestia conaționalului său, antrenorul Chester Williams.
În 2015 a devenit eligibil la națională a României, conform criteriilor World Rugby. Și-a făcut debutul cu Stejarii într-un meci de Cupa Națiunilor IRB cu Spania în luni iunie. Până în martie 2016, a strâns trei selecții în națională, marcând o încercare în timpul meciului de Cupa IRB cu Rusia în februarie 2016.